# سيماروباوات
سيماروباوات (الاسم العلمي: Simarouboideae) هي أسرة نباتية تتبع فصيلة السيماروبية من رتبة الصابونيات.

## أجناس
- سيماروبة
- أيلنط